# Narros del Puerto
Narros del Puerto település Spanyolországban, Ávila tartományban. Narros del Puerto La Hija de Dios, Mengamuñoz, Muñotello és La Torre községekkel határos. Lakosainak száma 28 fő (2024).

## Népesség
A település népessége az utóbbi években az alábbiak szerint változott:
| Lakosok száma | 134  | 349  | 381  | 90   | 49   | 43   | 41   | 27   | 24   | 28   |
|               | 1842 | 1897 | 1940 | 1981 | 2000 | 2005 | 2010 | 2014 | 2019 | 2024 |